# حمى عضة الجرذ
حمى عضة الجرذ (بالإنجليزية: Rat-bite fever)‏ هي مرض يصيب الإنسان (حمى حادة) تسببه البكتيريا المنقولة عن طريق القوارض والفئران أو الجرذان في معظم الحالات، تنتقل هذه البكتيريا من القوارض إلى الإنسان عن طريق البول والإفرازات المخاطية.
يسبب هذا المرض بكتيريا السلسلية طوقية الشكل من شعبة البكتيريا المغزلية.
يوجد هذا المرض على شكلين هما:
1. داء الحليزنات أو داء سودوكو
2. حمى هافرهيل أو حمى السلسلية

## اقرأ أيضًا
- جرذ
- عضات الحيوانات